# Стефан (лунный кратер)
Кратер Стефан (лат. Stefan) — большой древний ударный кратер в северном полушарии обратной стороны Луны. Название присвоено в честь австрийского физика и математика Йозефа Стефана (1835—1893) и утверждено Международным астрономическим союзом в 1970 г. Образование кратера относится к донектарскому периоду.

## Описание кратера

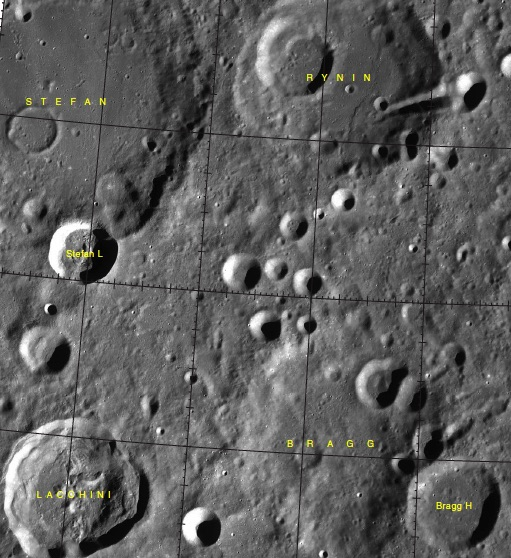
Окрестности кратера Стефан. Фрагмент карты LAC-36.

Ближайшими соседями кратера являются кратер Вегенер примыкающий к нему на западе; кратер Кулон на севере-северо-западе; кратер Чепмен на северо-востоке; кратер Рынин примыкающий на востоке; кратер Брегг на юго-востоке и кратер Лакчини на юге. Селенографические координаты центра кратера 46°20′ с. ш. 108°46′ з. д. / 46,33° с. ш. 108,77° з. д., диаметр 112,2 км, глубина 2,9 км.
Кратер Стефан имеет полигональную форму и значительно разрушен. Вал сглажен, южная оконечность кратера перекрыта сателлитным кратером Стефан L. Внутренний склон кратера широкий, террасовидной структуры, отмечен множеством мелких кратеров. Дно чаши кратера затоплено и переформировано лавой, над поверхностью которой выступают кромки вала небольшого кратера в юго-западной части и двух мелких кратеров в северо-восточной части. Несколько западнее центра чаши расположен одиночный холм, возможно являющийся вершиной затопленного лавой центрального пика.

## Сателлитные кратеры

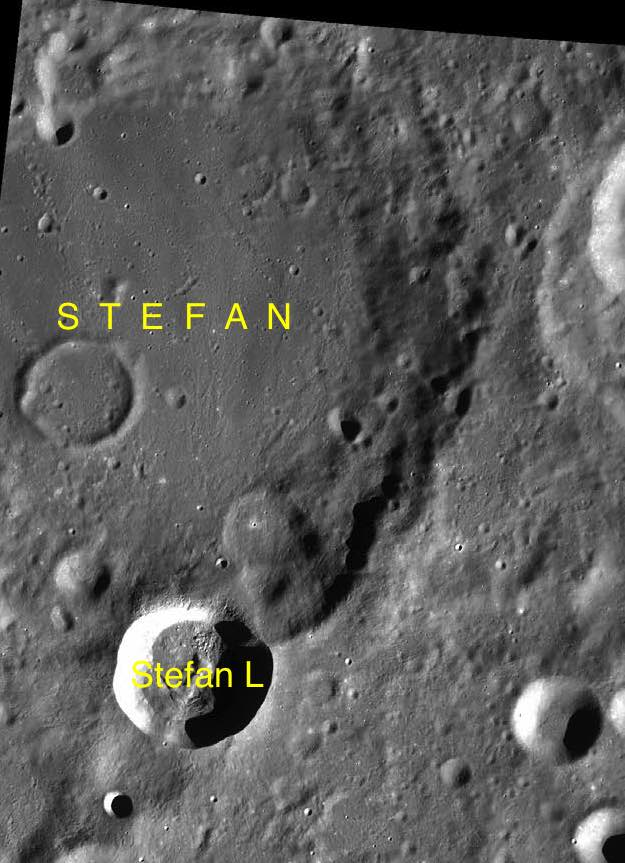
Фрагмент карты LAC-36.

| Стефан | Координаты                                              | Диаметр, км |
| ------ | ------------------------------------------------------- | ----------- |
| L      | 44°23′ с. ш. 108°07′ з. д. / 44,38° с. ш. 108,11° з. д. | 25,7        |